# Careproctus canus
Careproctus canus és una espècie de peix pertanyent a la família dels lipàrids.

## Descripció
- El mascle fa 15,9 cm de llargària màxima i la femella 15,4.
- Nombre de vèrtebres: 55-58.[5]

## Hàbitat
És un peix marí i batidemersal que viu entre 244 i 434 m de fondària.

## Distribució geogràfica
Es troba a les illes Aleutianes (Alaska, els Estats Units).

## Observacions
És inofensiu per als humans.